# Jugoton
Jugoton bylo jugoslávské státní hudební vydavatelství. Sídlilo v Záhřebu a bylo založeno 10. července 1947. Jeho předchůdcem byla soukromá firma Elektroton, existující od roku 1938. 
První gramodesku vydal Jugoton souboru Zagreb Male Quintet. Kromě desek se firma zpočátku věnovala také výrobě plastových obalů. V roce 1961 začala vydávat stereofonní nahrávky a po otevření nové lisovny v roce 1963 produkovala 30 000 desek za den. Byla největším jugoslávským vydavatelstvím a provozovala celostátní síť obchodů s hudebninami. Od roku 1971 prodávala vedle vinylových desek také audiokazety.
V roce 1968 vydal Jugoton první rockové album skupině Grupa 220. K interpretům, kteří nahrávali pod touto značkou, patřili Bijelo dugme, Plavi orkestar, Novi fosili, Električni orgazam, Riva, Prljavo kazalište a Tereza Kesovija. Průlomové bylo album Paket aranžman z roku 1981, přinášející první nahrávky jugoslávské nové vlny. Firma spolupracovala i s interprety lidové hudby jako Silvana Armenulićová nebo Slavko Avsenik. Komerčně nejúspěšnějším umělcem v historii Jugotonu byl Mišo Kovač. Společnost vydávala také licenční alba zahraničních skupin a zpěváků, např. Beatles, Deep Purple, Rolling Stones, Eurythmics nebo Madonna. Díky odvážné dramaturgii, kterou vedl Siniša Škarica, se tak obyvatelé komunistických zemí seznamovali se západní kulturou a stylem života. Obaly desek pro Jugoton navrhovali moderní výtvarníci jako Boris Bućan nebo Mirko Ilić.
V říjnu 1991 Jugoton zanikl a na jeho činnost navázala akciová společnost Croatia Records.